# Theodor Poleck

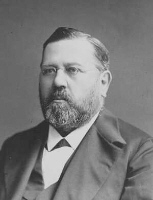
Theodor Poleck

Theodor Poleck (* 10. November 1821 in Neisse, Oberschlesien; † 1. Juni 1906 in Breslau) war ein deutscher Chemiker, Pharmazeut und Hochschullehrer.

## Leben
Poleck studierte an der Hessischen Ludwigs-Universität Gießen (Laboratorium von Justus von Liebig), der Friedrichs-Universität Halle und der Friedrich-Wilhelms-Universität zu Berlin. Er arbeitete in der väterlichen Apotheke und als Realschullehrer in Neiße. Er beschäftigte sich mit toxikologischen Untersuchungen, der Nahrungsmittelchemie, der Untersuchung des Trinkwassers und der Erforschung des Hausschwamms. Ab 1867 leitete Poleck das Pharmazeutische Institut der Königlichen Universität Breslau. Er richtete dort eine pharmakologische und eine chemische Abteilung ein. Als Ordinarius für pharmazeutische Chemie war er 1887/88 Dekan seiner Fakultät und 1888/89 Rektor der Universität. 1902 wurde er im Alter von 81 Jahren emeritiert. Dem seit der Studienzeit befreundeten Privatgelehrten Moritz Traube ermöglichte er zeitweise die Arbeit in seinem Labor. Poleck gehörte dem Direktorium der Schlesischen Gesellschaft für vaterländische Kultur an. 1881 gehörte er zu den Gründungsphilistern des Akademisch-Pharmaceutischen Vereins an der Universität Breslau, des späteren Corps Frisia Breslau. 1849 wurde er in die Deutsche Akademie der Naturforscher Leopoldina gewählt.